# Yoichiro Nambu
Yoichiro Nambu (jap. 南部 陽一郎 Nanbu Yōichirō; ur. 18 stycznia 1921 w Tokio, zm. 5 lipca 2015 w Osace) – japońsko-amerykański fizyk teoretyk, noblista, profesor uniwersytetów w Osace i Chicago. Specjalizował się w fizyce cząstek elementarnych, w tym chromodynamice kwantowej i teorii strun, którą współtworzył.
Nagrodę Nobla w dziedzinie fizyki otrzymał w 2008 roku, za odkrycie mechanizmu spontanicznego łamania symetrii w fizyce cząstek elementarnych. Niezależnie od niego laureatami zostali Toshihide Masukawa i Makoto Kobayashi.

## Życiorys
Yoichiro Nambu urodził się w 1921 roku w Tokio, ale wychowywał się w Fukui. W latach 1940–1942 studiował fizykę na Cesarskim Uniwersytecie w Tokio. Po uzyskaniu tytułu magistra został powołany do wojska, służył w laboratorium radarów. Przeżył amerykańskie naloty na Tokio. Po zakończeniu II wojny światowej, w 1946 roku, wrócił na Uniwersytet Tokijski, w 1952 uzyskał tam stopień doktora.
W 1950 roku został profesorem na Osaka City University, pracował na nim do 1956 roku. W 1952 roku został zaproszony do Institute for Advanced Study, a w 1954 został pracownikiem naukowym na University of Chicago. Z tą uczelnią związał swoją karierę, w 1956 roku został tam associate professor, a w 1958 – profesorem. W 1970 roku uzyskał amerykańskie obywatelstwo.
W czasie studiów na Uniwersytecie zetknął się z Shin’ichirō Tomonagą, który w tym czasie rozwijał teorię renormalizacji. Yoichiro Nambu współpracując z jego grupą badawczą rozpoczął badania nad fizyką cząstek elementarnych. Był jednym z twórców teorii strun oraz pionierów w dziedzinie chromodynamiki kwantowej. W swoich eksperymentach zaobserwował przechodzenie materii ze stanu symetrycznego do asymetrycznego. Zjawisko to nazwane spontanicznym łamaniem symetrii spotkało się początkowo ze sceptycyzmem ówczesnych fizyków.
Laureat Nagrody Sakurai przyznawanej przez Amerykańskie Towarzystwo Fizyczne (APS) teoretykom cząstek elementarnych (1994).
Zmarł 5 lipca 2015 roku w Osace w wyniku ataku serca.

## Nagrody i wyróżnienia
- 1985: Medal Maxa Plancka,
- 1986: Medal Diraca,
- 1994: Nagroda Wolfa,
- 2008: Nagroda Nobla w dziedzinie fizyki.